# 佐藤玲 (女優)
佐藤 玲（さとう りょう、1992年（平成4年）7月10日 - ）は、日本の女優、プロデューサー。本名同じ。東京都出身。

## 来歴
両親は離婚していて、シングルマザーの家庭に育つ。母と弟と3人で暮らしてきた。
小学校4年生のときに、親戚に全日本国民的美少女コンテストを勧めてもらって、よくわからないまま応募したが、落選して悔しさを味わい、「何か武器を見つけたい」と15歳のときに劇団に所属。中学3年より演劇集団アクト青山にて、大学2年からは蜷川幸雄主宰のさいたまネクスト・シアターにて3期生（現在は退団）として演技を学ぶ。
2012年、蜷川演出の舞台『日の浦姫物語』で娘役に抜擢されデビュー。蜷川作品の共演者から影響を受けて映像表現にも関心を抱き、テアトル・ド・ポッシュに履歴書を送り同事務所に所属する。
坂本悠花里監督の映画『おばけ』（2014年）で初主演を務め、MOOSIC AWARDS 2014 女優賞を受賞。映画『リュウグウノツカイ』（2014年）が第24回ゆうばり国際ファンタスティック映画祭北海道知事賞を受賞。横山久美子監督の『色あせてカラフル』（2015年）で主演を務めた。オーディションを経て出演した映画『少女』（2016年）では、演技力の高さに驚いた三島有紀子監督が佐藤の出演シーンを増やしたという。
テレビドラマにも進出し、2015年7月期の『表参道高校合唱部!』（TBS）に準レギュラー出演、2016年7月期の『ON 異常犯罪捜査官・藤堂比奈子』（フジテレビ系）で初のレギュラー出演を果たす。
2023年1月末、テアトル・ド・ポッシュを退所。同年3月、R Plays Companyを設立。初プロデュース作品『スターライドオーダー』（北野貴章）を上演する。

## 人物
- 学歴はお茶の水女子大学附属中学校・お茶の水女子大学附属高等学校[16]、日本大学芸術学部演劇学科卒業[3]。小中高と国立の進学校に通っていたこともあって、親戚からは「あなたは将来医者になるんだよ」と言われていたが、国民的美少女コンテストに落ちた後に「何かしら武器を持つことで見返せる方法はないだろうか」と考え、「それはお芝居だ」と思い、演技を専門的に学ぶことができる日本大学芸術学部に行くという目標を立てて、そこから俳優を目指し始めた[6]。国民的美少女コンテスト後、中学受験が終わった時点で、両親には「大学は日芸に行きたいから、高校3年間は部活をやらずに俳優養成所で演技の勉強がしたい」と伝えた[6]。
- 芸名の「佐藤玲」は本名で、昔の女性の名前にあって漢字の意味が良く、女の子らしい名前でないことから「男の子みたいにサバサバとした、自立した人になってほしい」との願いをこめて名付けられた[3]。
- 身長は156 cm。血液型はA型。特技は料理[1]。
- 趣味は映画鑑賞、音楽鑑賞（昭和歌謡）[1]。
- 低い鼻が親しみやすいチャームポイントの1つで、蜷川幸雄からは不本意ながら「鼻ぺちゃ」と呼ばれていた[4][12]。
- 元NHKアナウンサーの橋詰彩季とは中学、高校の同級生であり、佐藤のSNSでもそのことが触れられている。

### 家族
弟がいる。佐藤が9歳の時、母に舌癌が見つかり、それ以後転移などもあり21年以上の闘病生活を送り2023年3月に亡くなる。2021年に96歳の老衰で亡くなった祖父は建築家だった。

## 出演

### 映画
- おばけ（2014年7月6日、MOOSIC LAB 2014） - 主演・弥生 役
- リュウグウノツカイ（2014年8月2日、slash） - 孝子 役
- 放課後ロスト（2014年8月2日、プロジェクトドーン）
- イニシエーション・ラブ（2015年5月23日、東宝） - まどか 役
- 色あせてカラフル（2015年11月7日、トリウッドスタジオプロジェクト） - 主演・奥本カナミ 役
- 少女（2016年10月8日、東映） - 滝沢紫織 役
- 沈黙 -サイレンス-（2017年1月21日、角川映画） - ハル 役
- 映画 夜空はいつでも最高密度の青色だ（2017年5月27日、東京テアトル / リトルモア） - 玲 役
- それでも、僕は夢を見る（2018年6月22日先行公開、BAVEL LABEL）
- 高崎グラフィティ。（2018年8月25日、エレファントハウス） - 主演・吉川美紀 役[19][20]
- 億男（2018年10月19日、KADOKAWA）
- 栞（2018年10月26日、NexTone） - 大学生 役[21][22]
- ジャンクション29「ツチノコの夜」（2019年2月22日、スターキャット） - 小林彩花 役
- 泣くな赤鬼（2019年6月14日、KADOKAWA） - 小渕佐知 役
- 殺さない彼と死なない彼女（2019年11月15日、KADOKAWA / ポニーキャニオン） - さっちゃん 役
- 架空OL日記（2020年2月28日、ポニーキャニオン / 読売テレビ） - 五十嵐紗英 役
- ドンテンタウン（2020年7月17日、SPOTTED PRODUCTIONS） - 主演・ソラ 役（笠松将とダブル主演）[23]
- 花束みたいな恋をした（2021年1月29日、東京テアトル / リトルモア） - ラブホ店員 役[24]
- 鳩の撃退法（2021年8月27日、松竹）
- プリテンダーズ（2021年10月16日公開、ガイエ） - 涼子 役
- チェリまほ THE MOVIE〜30歳まで童貞だと魔法使いになれるらしい〜（2022年4月8日、アスミック・エース） - ヒロイン・藤崎希 役[25][26]
- 死刑にいたる病（2022年5月6日、クロックワークス） - 根津かおる 役[27]
- かかってこいよ世界（2023年8月25日、ライツキューブ） - 主演・浜田真紀 役[28]
- Threads of Blue（2023年9月15日、シネメディア） - 主演・縁 役[29]
- キングダム 大将軍の帰還（2024年7月12日、東宝 / ソニー・ピクチャーズ エンタテインメント） - 宮女 役
- STRANGERS（2024年11月2日、impasse）[30]

### テレビドラマ
- 鍵のかかった部屋SP（2014年1月3日、フジテレビ） - 助手・石黒 役
- アゲイン!! 第1話・第2話、第6話 - 第8話（2014年7月21日・28日、8月25日 - 9月8日、MBS） / 7月23日・30日、8月27日 - 9月10日、TBS系） - えま 役
- 赤と黒のゲキジョー ドラマスペシャル「黒い看護婦」（2015年2月13日、フジテレビ） - 村井香澄（少女期） 役
- 猫侍 SEASON2 第10話・最終話（2015年4月 - 6月、東名阪ネット6・5いっしょ3ちゃんねる） - 姫様 役
- 表参道高校合唱部! 第1話 - 第3話、第5話、第7話 - 最終話（2015年7月17日 - 31日、8月14日、9月4日 - 25日、TBS） - 原田美奈代（高校時代） 役
- スミカスミレ 45歳若返った女 第1話（2016年2月5日、テレビ朝日） - 吉田芳江（若い時代） 役
- お迎えデス。 第5話（2016年5月21日、日本テレビ） - 加藤嘉子（若い時代） 役
- ON 異常犯罪捜査官・藤堂比奈子（2016年7月12日 - 9月6日、カンテレ・フジテレビ系） - 月岡真紀 役[13][31]
- 砂の塔〜知りすぎた隣人 第1話、第3話、最終話（2016年10月14日、28日、12月16日、TBS） - 木村（木村健人ちゃんの母親） 役
- 人形佐七捕物帳 第六話（2016年12月13日、BSジャパン） - お夏 役
- 吉祥寺だけが住みたい街ですか? 最終話（2016年12月24日、テレビ東京） - 新間恵那 役
- 恋するJKゾンビ（2016年12月30日、テレビ朝日） - 笹川美園 役
- スリル!〜黒の章〜 第1話（2017年2月26日、NHK BSプレミアム） - 金子まさみ 役
- 架空OL日記（2017年4月15日 - 6月17日、読売テレビ / 4月16日 - 6月18日、日本テレビ） - 五十嵐紗英 役
- 大河ドラマ おんな城主 直虎 第36話・第39話（2017年9月10日・10月1日、NHK） - 於大の方の侍女 役
- 水戸黄門 第1話（2017年10月4日、BS-TBS） - おたえ 役
  - 水戸黄門（第2シリーズ） 第1話（2019年5月19日）
- 今からあなたを脅迫します（2017年10月15日 - 12月17日、日本テレビ） - ぱるこ 役
- 刑事ゆがみ 第3話（2017年10月26日、フジテレビ） - 真下唯香 役
- ラブラブエイリアン2 第4話（2018年2月13日、フジテレビ） - 宮野サユリ 役
- Q&A（2018年3月25日、テレビ朝日） - T先生 役
- シグナル 長期未解決事件捜査班 第3話（2018年4月24日、カンテレ・フジテレビ系） - 中島礼子 役
- グッド・バイ 第2話・第3話、第10話・第11話（2018年7月22日・29日、9月16日・23日、テレビ大阪・BSジャパン） - キャバ嬢・遥 役
- 絶対零度〜未然犯罪潜入捜査〜 第4話（2018年7月30日、フジテレビ） - 岡本由梨 役
- 昔話法廷 第10話「『赤ずきん』裁判」（2018年8月14日、NHK Eテレ） - 赤ずきん 役[32]
- 乱反射（2018年9月22日、メ〜テレ・テレビ朝日系）
- 連続ドラマW コールドケース2 〜真実の扉〜 第1話（2018年10月13日、WOWOW） - 花岡沙知（青年時代） 役
- 江戸前の旬 第3貫 - 第8貫、第11貫・最終貫（2018年10月28日 - 12月2日、12月23日・30日、BSテレ東） - 柳葉真子 役
  - 江戸前の旬 season2 第1貫 - 第5貫、第11貫・最終貫（2019年10月20日 - 11月24日・2020年1月5日）[33]
- 面白南極料理人 第8話（2019年3月3日、テレビ大阪・BSテレ東） - 下平隊員 役
- ドラマスペシャル アガサ・クリスティ「予告殺人」（2019年4月14日、テレビ朝日） - 町田百々子 役
- 仮面同窓会 第1話 - 第7話（2019年6月1日 - 7月13日、東海テレビ・フジテレビ系） - 優 役
- 僕はまだ君を愛さないことができる 第1話・第2話、第11話、第15話（2019年7月16日・23日、11月5日、12月3日、フジテレビ）
- 猫探偵の事件簿2（2019年9月18日、NHK BSプレミアム）[34]
- スーパープレミアム『八つ墓村』（2019年10月12日、NHK BSプレミアム） - 里村典子 役
- ドラマ甲子園「受験ゾンビ」（2019年10月20日、フジテレビTWO） - 飯田夏樹 役[35]
- 特捜9 season3 第3話（2020年4月22日、テレビ朝日） - 青山香織 役
- 東京タラレバ娘2020（2020年10月7日、日本テレビ） - ゆか 役
- 30歳まで童貞だと魔法使いになれるらしい（2020年10月9日 - 12月25日、テレビ東京） - ヒロイン・藤崎希 役[36]
- 連続テレビ小説 エール 第112話 - 第114話・第117話（2020年11月17日 - 19日・24日、NHK） - 榎木美代子 役
- 科捜研の女 Season 20 最終話（2020年12月17日、テレビ朝日） - 椎木智里 役
- だれかに話したくなる山本周五郎日替わりドラマ「晩秋」（2021年2月23日、NHK-BS） - 津留 役[37]
- やっぱりおしい刑事 第5話（2021年4月4日、NHK BSプレミアム） - 韮崎莉子 役
- ネメシス 第1話（2021年4月11日、日本テレビ） - 桜田桃 役
- ソロモンの偽証（2021年10月3日 - 11月21日、WOWOW）[38]
- 最愛（2021年10月15日 - 12月17日、TBS）
- 『星新一の不思議な不思議な短編ドラマ』『不眠症』（2022年4月19日、NHK BS4K・BSプレミアム）[39]
- カナカナ（2022年5月16日 - 6月30日、NHK総合） - マサの母 役
- 悪女のすべて（2022年7月2日 - 9月24日、BS松竹東急） - 安田智花子 役[40]
- 名建築で昼食を 大阪編（2022年8月17日 - 9月22日、テレビ東京・テレビ大阪） - 堀川美和 役
- オリバーな犬、 (Gosh!!) このヤロウ シーズン2（2022年9月20日 - 10月4日、NHK総合） - 監禁された女性 役[41]
- 相棒21元日スペシャル season21 第11話「大金塊」（2023年1月1日、テレビ朝日） - 四谷仁実 役[42]
- ブラッシュアップライフ 第5話・第6話（2023年2月5日・12日、日本テレビ） - 山本 役[43]
- 夫を社会的に抹殺する5つの方法 第3話 -（2023年1月25日 - 、テレビ東京） - 工藤凛 役[44][45]
- クールドジ男子（2023年4月15日 - 7月1日、テレビ東京） - 二見あさみ 役[46]
- 勝利の法廷式 第8話（2023年6月2日、日本テレビ） - 青柳純 役[47]
- ああ、ラブホテル 〜秘密〜 第8話「やさしいホスト」（2023年7月7日、WOWOW） - ヒロイン・桐野灯子 役[48]
- 沼オトコと沼落ちオンナのmidnight call 〜寝不足の原因は自分にある。〜 第5話（2023年9月28日、テレビ東京） - ヒロイン・秋山雫 役[49][50][51]
- いちばんすきな花 第2話（2023年10月19日、フジテレビ） - 清水千広 役[要出典]
- 買われた男 第1話（2024年4月18日、テレビ大阪） - 田村のどか 役[52]
- オクトー 〜感情捜査官 心野朱梨〜 Season2 第3話（2024年10月17日、読売テレビ・日本テレビ系） - 染谷夏帆 役[53]
- 離婚弁護士 スパイダー 〜慰謝料争奪編〜 第3話（2024年10月19日、日本テレビ） - 仲郷詩織 役[54]
- モンスター 第9話（2024年12月9日、関西テレビ・フジテレビ系） - 市原詩織 役[55]

### 配信ドラマ
- フジコ 第3話（2015年11月13日、Hulu） - 大月杏奈 役
- 恋って選ぶものですか（2017年5月1日、C CHANNEL） - 主演・麻季 役[56]
- Heatherインスタドラマ「デートまで」（2018年7月17日 - 8月2日、Instagram） - 知世 役
- 世にも奇妙な物語 × 水溜りボンド（2018年11月9日、YouTube）
- 僕はまだ君を愛さないことができる 第1話・第2話、第11話、第15話（2019年7月15日・22日、11月4日、12月2日、FOD）
- 30までにとうるさくて（2022年1月13日 - 3月3日、ABEMA） - 藤沢花音 役[57][58]
- 社畜OLちえ丸（2023年2月10日 - 、Hulu） - 三村理菜 役[59]

### バラエティ
- シャキーン!（2017年4月 - 、NHK Eテレ） - テレコラップ
- 痛快TV スカッとジャパン（2016年5月30日、9月12日、10月24日、フジテレビ） - 再現VTR・女子高生役、OL役

### CM
- 日本マクドナルド グラコロ 「あったかい友だち」篇（2014年11月 - ）
- 大塚製薬 オロナミンC 「登場!元気ハツラツ隊」篇（2015年3月 - ）
- 旭化成 サランラップ 「おやつの時間」篇（2015年6月 - ）
- レアジョブ レアジョブ英会話 「OL編」（2015年7月 - ）
- 大江戸温泉物語 「野生に還る女子旅篇（那須）」「3年ぶりの家族旅篇（伊東）」「頑張った私の充電旅篇（加賀）」（2016年1月 - ）
- ブリザード・エンターテイメント Hearthstone: ハースストーン 「一発逆転」篇（2016年6月 - ）
- リクルート リクナビNEXT 「応援歌」篇（2016年8月 - ）
- 小林製薬 あせワキパット Riff 「電車で汗ジミ」篇（2017年5月 - ）
- みずほフィナンシャルグループ
  - 東京2020「小さな決意」篇（2021年7月 - ）
  - （2023年10月） - 相談者 役[60]
- HRC「VIAGEビューティアップナイトブラ」（2021年9月18日 - ）[61]
- アサヒビール 横丁ダルマサワー 東海・北陸限定（2023年7月19日 - ）[62][63]

### ミュージックビデオ
- ゆず「雨のち晴レルヤ」（2013年10月）
- 挫・人間「セルアウト禅問答」（2015年7月）
- 挫・人間「十月の月」（2016年10月）
- 井上苑子「なみだ」（2017年7月）

### CDジャケット
- スピッツ『醒めない』（2016年）
- 吉澤嘉代子『女優姉妹』（2018年）

### 舞台
- 日の浦姫物語（2012年11月 - 12月、Bunkamuraシアターコクーン ほか）
- オイディプス王（2013年2月、彩の国さいたま芸術劇場） - オイディプスの娘 役
- ミュージカル『ファントム』（2019年11月10日 - 12月1日、赤坂ACTシアター / 12月7日 - 16日、梅田芸術劇場メインホール） - ジャン・クロード 役
- 俳優座劇場プロデュース『彼らもまた、わが息子』（2020年2月7日 - 15日、俳優座劇場）
- 舞台『ヴィンセント・イン・ブリクストン』（2022年10月1日 - 22日、東京グローブ座 / 10月26日 - 11月3日、梅田芸術劇場シアター・ドラマシティ）- アンナ 役

### ナレーション

#### テレビ番組
- TRIPPERS 旅を作る人（2019年1月11日 - 3月22日 / 7月3日 - 8月28日、テレビ東京）
- ねこが笑えば2「お仕事ねこ」（2020年4月27日 - 、WOWOW）
- WOWOWブッククラブ（2020年8月8日 - 、WOWOW）

#### CM(ナレーション)
- キユーピー りんごといちごドレッシング 「さわやかレッド」篇（2019年2月20日 - ）

## 作品

### 写真集
- F.I.L.M.（2017年9月30日、東京ニュース通信社、撮影：柏田テツヲ、ISBN 978-4-86336-691-6）[注釈 1][64]

### カバーモデル
- 平成くん、さようなら（著 古市憲寿、2018年10月30日発売、文藝春秋）